# Musée préfectoral de Tokushima
Le musée préfectoral de Tokushima (徳島県立博物館, Tokushima Kenritsu Hakubutsukan) situé à Tokushima au Japon, est consacré à la nature, à l'archéologie, à l'histoire, au folklore et à l'art de la préfecture de Tokushima. Ouvert d'abord en 1959, il  s'installe dans de nouveaux locaux en 1990.